# Manoir de Montour
Le manoir de Montour est situé à Beaumont-en-Véron (France).

## Situation
Le manoir est situé sur la commune de Beaumont-en-Véron, dans le département d'Indre-et-Loire, en région Centre-Val de Loire.

## Description
Le manoir de Montour est composé d'un pavillon rectangulaire accosté à l'ouest d'une aile utilisée comme magnanerie au XVIIIe siècle. Au nord-est se trouve une chapelle de plan presque carré, plus loin une maison d'hôte composé de deux chambres pour cinq lits, et encore après un grand parking et un terrain vague..
La partie sud possède un grand jardin où plusieurs sapins sont plantés.
La partie sud-est comporte également une piscine ouverte ainsi qu'un potager.
Le manoir, non accessible aux vacanciers, compte sept chambres (huit avec la magnanerie, pouvant aujourd'hui avoir un lit), une grande salle à manger, un salon et une cuisine.
L'aile nord-ouest comporte une maison appartenant aux gardiens et donc l'ancienne magnanerie.

## Historique
La chapelle du manoir fait l'objet d'une inscription au titre des monuments historiques depuis le 14 mai 1987.